# Petrus Ramus
Petrus Ramus (francosko Pierre de la Ramée), francoski renesančni humanist, matematik, logik, filozof, retorik in pedagog, * 1515, vas Cuts, Pikardija, Francija, † 26. avgust, 1572, Pariz, Francija.
Ker je izhajal iz revne kmečke družine, si je le s težavo pridobil izobrazbo. Čeprav je bila sredina 16. stoletja v znamenju prevlade renesančno humanističnih idej in zatona sholastike, je ta na evropskem severu še vedno zasedala vodilne položaje na univerzah, kot je bila pariška Sorbonna. Med vsemi nasprotniki sholastike je najbolj izstopal sholastično izšolani Ramus, ki je pri stanovskih kolegih naletel na silovit odpor. Kljub predhodni obsodbi in premestitvi s strani kralja Franca I., ga je leta 1551 Francov naslednik  Henrik II. nastavil za profesorja na Collège de France. Učilišče je Ramus izkoristil za uspešno širjenje svojih protisholastičnih idej in pridobivanja somišljenikov kot tudi nasprotnikov. 
Bolj kot Erazem in ostali humanisti je Ramus logiko približal praktični retoriki in zavrgel omejitve, ki izhajajo iz striktnega upoštevanja avtoritete Aristotela, kar je bila praksa še v renesansi in vse tja do osnovanja sistemov sodobne propozicijske logike v 19. stoletju. Ramusov prispevek k filozofiji lahko razumemo v smislu predhodnika kartezijanstva in Baconove nove znanosti. Svojo pozicijo izobraženega humanista je gradil na nasprotiju med novo izven univerzitetno humanistično izobrazbo, ki je izhajala pobude meščanskega sloja, in preživeto sholastiko, ki je svoje privilegije branila s pravovernostjo avtoritet.
S prestopom v kalvinizem leta 1561 si je nakopal še dodatne težave. Med obdobji skrivanja in javnega delovanja, se je leta 1571 odpravil v pretežno kalvinistično Švico, vendar so ga tam zavrnili in se je kmalu razočaran vrnil nazaj v Pariz. 
Umorjen je bil v tretjem dnevu nasilja Šentjernejske noči 26. avgusta 1572.